# Каан-Кереде
«Каан-Кереде» (інші назви: «Крилатий бог», «Жертви крилатого бога») — радянський художній фільм 1929 року, знятий режисером Володимиром Фейнбергом на кіностудії «Совкіно» (Ленінград). Фільм не зберігся.

## Сюжет
За давнім повір'ям алтайців, малярію («вогняну хворобу») насилає на них розгніваний крилатий бог Каан-Кереде. Тому, коли на галявині вперше приземлився літак Осоавіахіму з медикаментами, втомлені від хвороби люди сприйняли його як відповідь Каана-Кереде. Населенню було надано медичну допомогу. Слідом за цим над горами з'явився літак авіаційної фірми «Артур Мітчел». З метою рекламної кампанії власник фірми і його дочка здійснювали навколосвітню подорож. Під час урагану над горами Алтаю літак зазнав аварії. Радянські льотчики врятували екіпаж і допомогли американцям повернутися додому.

## У ролях
- Михайло Гіпсі — чаклун Каму
- Іван Арбенін-Падохін — Бочаров, представник Осоавіахіму
- Лев Бутаринський — Єлтишев, бортмеханік
- Павло Курзнер — Ченцов, льотчик
- Сергій Яров — Артур Мітчел
- Белла Чернова — Меріен, дочка Мітчела
- Костянтин Каренін — Ед, рекордсмен-авіатор
- Варвара Мясникова — Зоя, радистка
- Є. Юркова — Лідія Володимирівна

## Знімальна група
- Режисер — Володимир Фейнберг
- Сценарист — Володимир Фейнберг
- Оператори — Фрідріх Веріго-Даровський, Василь Каменський
- Художники — Борис Дубровський-Ешке, Ісаак Махліс